# Aleksandr Miroshnichenko
Aleksandr Viktorovich Miroshnichenko (en ruso: Александр Викторович Мирошниченко) (Kostanái, Kazajistán, 6 de abril de 1964 - Kostanái, Kazajistán, 19 de mayo de 2003) fue un deportista olímpico kazajo que representó a la Unión Soviética que compitió en boxeo, en la categoría de peso superpesado y que consiguió la medalla de bronce en los Juegos Olímpicos de Seúl 1988.

## Fallecimiento
Falleció el 19 de mayo de 2003 a los 39 años de edad tras caer desde un noveno piso. Primeramente se creía que su muerte fue un asesinato, pero finalmente se clasificó como un accidente.

## Palmarés internacional
| Juegos Olímpicos | Juegos Olímpicos     | Juegos Olímpicos  | Juegos Olímpicos |
| Año              | Lugar                | Medalla           | Prueba           |
| ---------------- | -------------------- | ----------------- | ---------------- |
| 1988             | Seúl (Corea del Sur) | Medalla de bronce | Peso superpesado |